# Église Saint-Étienne de Seix
Pour les articles homonymes, voir Église Saint-Étienne.
L'église Saint-Étienne de Seix est un édifice du XVIIIe siècle sur la commune de Seix, en Haut-Salat dans le département de l'Ariège, en région Occitanie.

## Description
Elle est dotée d'un clocher-mur à quatre baies fortifié par deux tours latérales. La toiture en tuiles occitanes a été rénovée en 2015.
La seconde épouse de l'explorateur Xavier Brau de Saint Pol Lias (1840-1914), née Marthe Éiisabeth Couscher de Champfleury, finança l'édification des cinq vitraux réalisés par l'atelier de Louis Saint-Blancat.

## Localisation
Elle se trouve à 510 mètres d'altitude au cœur du bourg de Seix, face à la mairie et près du pont sur le Salat.

## Historique
L'église fait l'objet d'une inscription au titre des monuments historiques par arrêté du 24 mars 2014.

## Mobilier
Quatre tableaux constituent le mobilier protégé. Deux pietàs (XVIe et XVIIe siècles) de la chapelle Notre-Dame-de-Pitié toute proche sont désormais hébergées dans l'église.

## Galerie

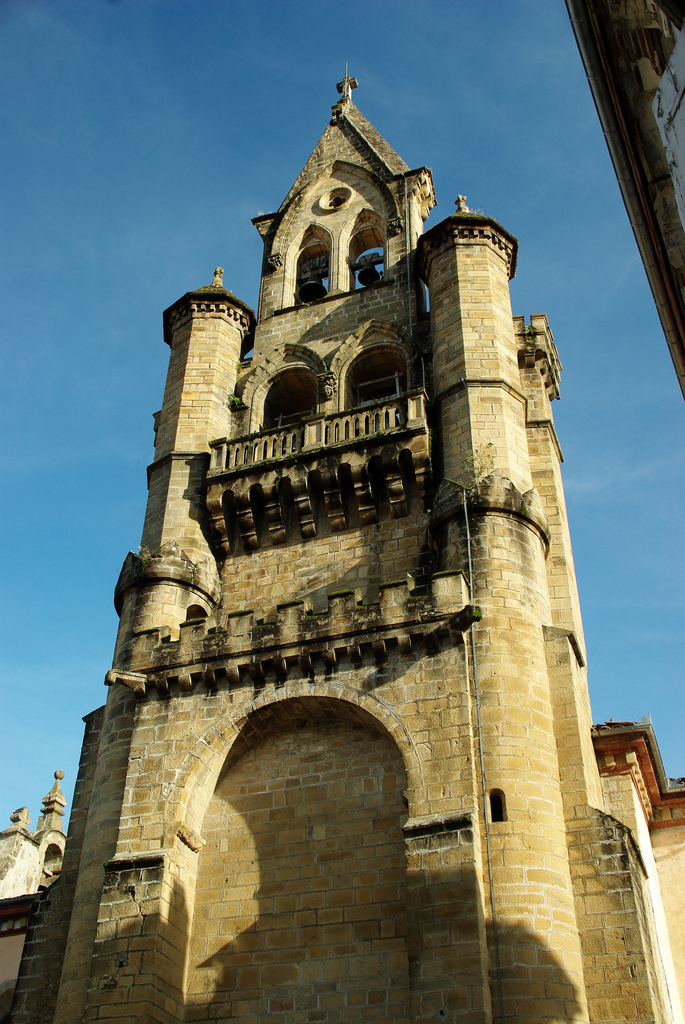
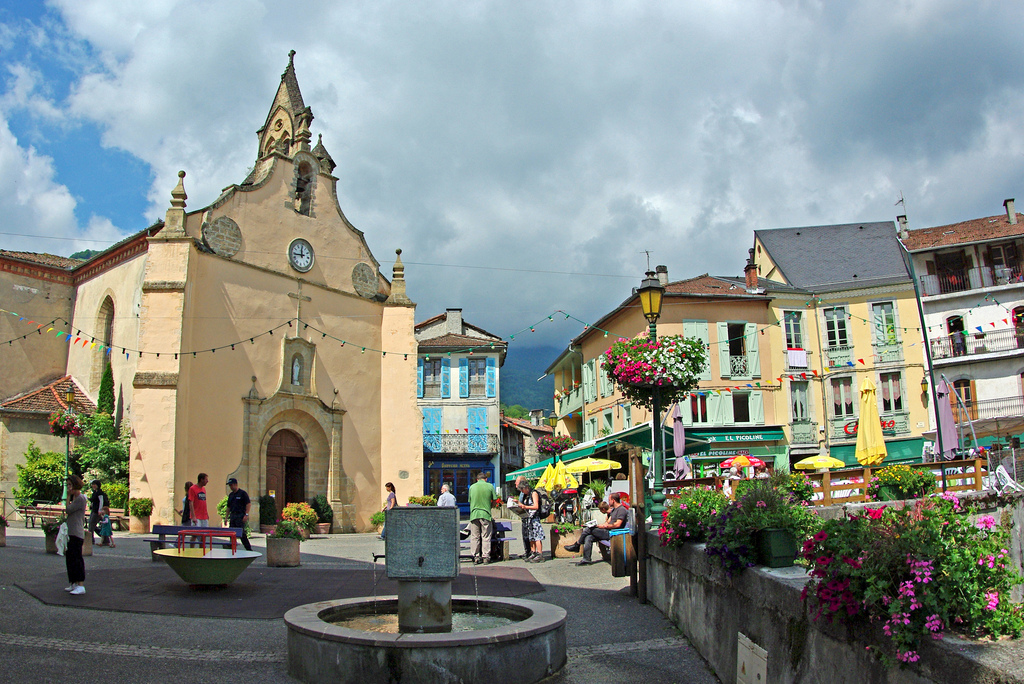
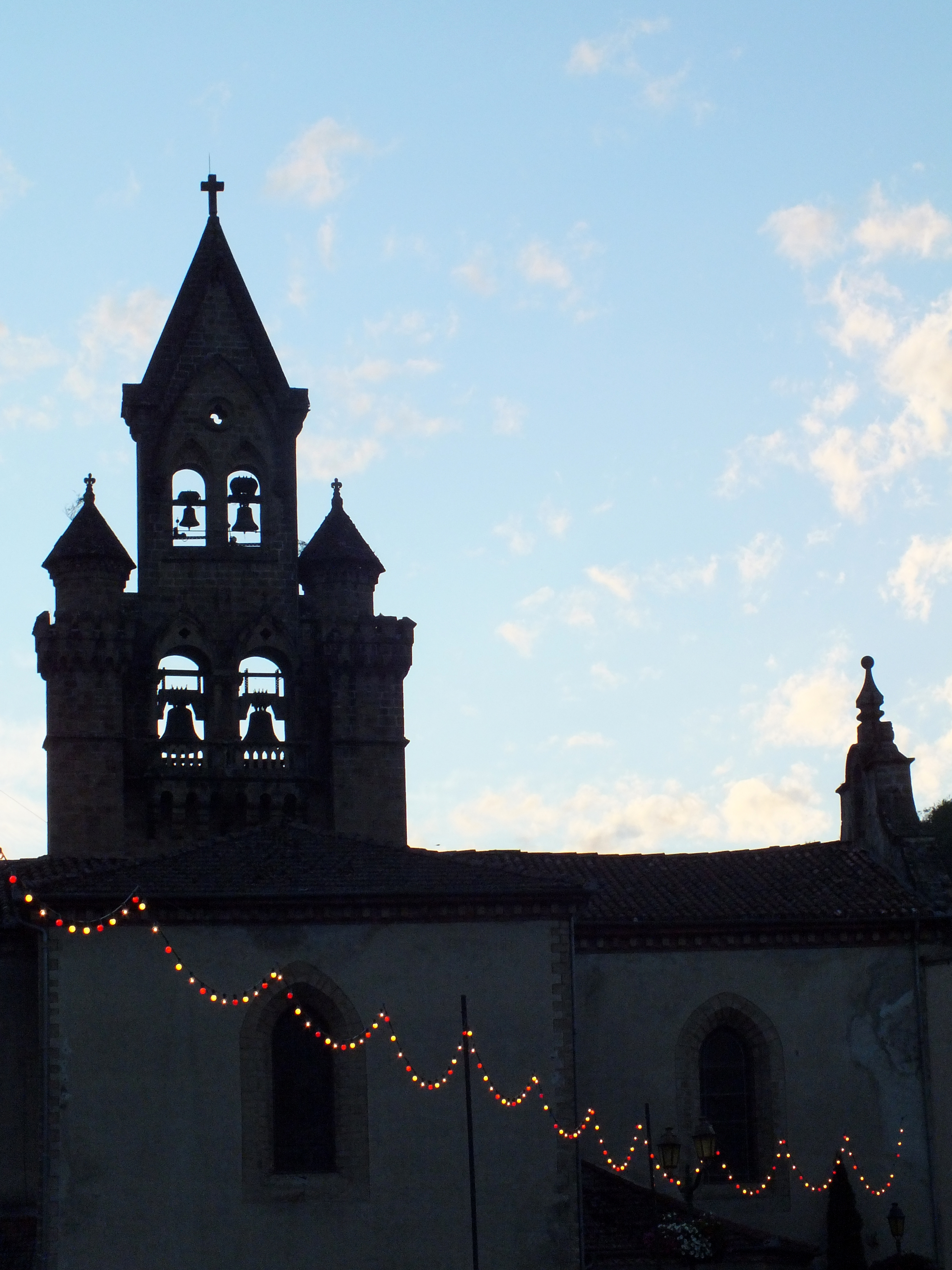

## Valorisation du patrimoine
L'association Patrimoine seixois prend en compte l'ensemble des éléments du patrimoine naturel, architectural, culturel et artistique de cette vaste commune des Pyrénées centrales. Par ailleurs, l'édifice reçoit fréquemment des chorales et concerts.